# Песочня (Могилёвская область)
Песо́чня (бел. Пясочня) — деревня в составе Коптевского сельсовета Горецкого района Могилёвской области Республики Беларусь.

## Население
- 1999 год — 218 человек
- 2010 год — 183 человека